# جيف واترس
جيف واترس هو كاتب أغاني وعازف قيثارة وموسيقي كندي، ولد في 13 فبراير 1966 في أوتاوا في كندا.

## وصلات خارجية
- الموقع الرسمي
- جيف واترس على موقع ميوزك برينز (الإنجليزية)
- جيف واترس على موقع أول ميوزيك (الإنجليزية)
- جيف واترس على موقع ديسكوغز (الإنجليزية)